# Sentinels (thể thao điện tử)
Sentinels là một tổ chức thể thao điện tử của Mỹ có trụ sở tại Los Angeles, California. Tổ chức này được thành lập ban đầu với tên gọi Phoenix1, đội tuyển thi đấu bộ môn Liên Minh Huyền Thoại tại giải North American League of Legends Championship Series (NA LCS). Vào tháng 6 năm 2018, Phoenix1 đã đổi tên thành Sentinels. Hiện tại, tổ chức này sở hữu các đội tuyển thi đấu ở các tựa game Valorant, Apex Legends, Marvel Rivals, và Halo.

## Lịch sử
được thành lập vào tháng 5 năm 2016 với tư cách là một đội tuyển Liên Minh Huyền Thoại , nhằm tham dự giải đấu NA LCS. Sau khi NA LCS chuyển sang mô hình nhượng quyền thương mại, Phoenix1 đã bán suất thi đấu của mình tại giải đấu này. Sau đó, Phoenix1  hợp tác với Kroenke Sports & Entertainment (KSE)để thành lập đội tuyển Los Angeles Gladiators tham dự Overwatch League – giải đấu nhượng quyền của trò chơi Overwatch.Sau khi ra mắt thành công đội tuyển Overwatch, công ty đã đổi tên thành Sentinels vào tháng 6 năm 2018. Trong cùng năm đó, Sentinels cũng mở rộng hoạt động với hai bộ môn mới: vào tháng 6 năm 2018, họ gia nhập làng thể thao điện tử Hearthstone, và tháng sau đó, họ thành lập đội tuyển thi đấu Fortnite.
Vào tháng 8 năm 2019, Rob Moore, đồng sáng lập kiêm CEO của Sentinels đã đệ đơn kiện Kroenke Sports & Entertainment (KSE) với cáo buộc rằng KSE đã mua lại tổ chức Echo Fox mà không thông báo cho ông. Sau vụ kiện, Sentinels chấm dứt hợp tác với KSE, để lại KSE trở thành chủ sở hữu duy nhất của đội tuyển Los Angeles Gladiators.
Đến tháng 2 năm 2020, Sentinels mở rộng sang bộ môn Halo. Hai tháng sau, họ thành lập đội tuyển Valorant.

## Các đội tuyển

### Valorant
Sentinels bắt đầu bước vào bộ môn Valorant vào tháng 4 năm 2020 khi họ ký hợp đồng với Jay "sinatraa" Won , cựu tuyển thủ Overwatch, cùng với hai cựu tuyển thủ CS:GO là Shahzeb "ShahZaM" Khan và Hunter "SicK" Mims, đồng thời đưa Jared "zombs" Gitlin từ đội Apex Legends của họ sang thi đấu Valorant. Đến tháng 6 năm 2020, họ hoàn thiện đội hình bằng việc chiêu mộ Michael "dapr" Gulino. Sau khi sinatraa bị đình chỉ thi đấu vào năm 2021, Sentinels mượn Tyson "TenZ" Ngo từ Cloud9 vào tháng 3 cùng năm để tham dự Valorant Challengers Stage 1 và Stage 2. Đội đã tạo nên kỳ tích khi vô địch giải quốc tế đầu tiên trong lịch sử Valorant chuyên nghiệp, Valorant Masters Reykjavík 2021, mà không để thua bất kỳ bản đồ thi đấu nào. Đến tháng 6 năm 2021, Sentinels chính thức mua đứt TenZ từ Cloud9, thanh toán hoàn toàn phí phá vỡ hợp đồng. Tại Valorant Masters Berlin 2021 vào tháng 9 năm 2021, Sentinels dừng bước ở vị trí đồng hạng 5–8 sau khi để thua Team Envy. Cùng năm đó, tại Valorant Champions Berlin 2021, Sentinels bị loại ngay từ vòng bảng sau thất bại trước KRÜ Esports, trận đấu được nhiều người đánh giá là cú sốc lớn nhất trong lịch sử Valorant chuyên nghiệp tính đến thời điểm đó.
Sentinels ký hợp đồng với Matt "Weltis" Liu làm phân tích viên vào ngày 22 tháng 7 năm 2022. Đến ngày 21 tháng 9 năm 2022, Sentinels được Riot Games lựa chọn là đối tác chính thức tham dự Valorant Champions Tour (VCT) khu vực Châu Mỹ năm 2023. Để chuẩn bị cho mùa giải mới, Sentinels đã cải tổ toàn bộ đội hình Valorant, chia tay các tuyển thủ Shahzeb "ShahZaM" Khan, Jordan "Zellsis" Montemurro, Michael "shroud" Grzesiek, và Eric "Kanpeki"  Xu. Thay thế họ là các tuyển thủ cũ của XSET: Zachary "zekken" Patrone và IGL Rory "dephh" Jackson, cùng với 2 nhà vô địch của Valorant Champions Istanbul 2022 là Gustavo "Sacy" Rossi và Bryan "pANcada" Luna. Đồng thời, Sentinels cũng chia tay HLV trưởng Shane "Rawkus" Flaherty và bổ nhiệm Don "SyykoNT" Muir làm HLV trưởng mới, với Adam "kaplan" Kaplan giữ vai trò HLV chiến thuật. Ngày 13 tháng 3 năm 2023, thông báo chiêu mộ Jimmy "Marved" Nguyen (cựu tuyển thủ của OpTic Gaming) làm tuyển thủ dự bị.  Tuy nhiên, chỉ một tháng sau, vào ngày 17 tháng 4, SyykoNT rời đội, và kaplan được đôn lên làm HLV trưởng, trong khi Drew "DrewSpark" Spark-Whitworth trở thành trợ lý HLV. Đến ngày 9 tháng 5 năm 2023, Tyson "TenZ" Ngo trở lại thi đấu sau thời gian nghỉ vì chấn thương cổ tay. Sau khi TenZ trở lại, dephh bị thanh lý hợp đồng và Marved được đưa vào đội hình chính, đảm nhận vai trò IGL cho phần còn lại của mùa giải. Tuy nhiên, Sentinels không thể giành vé vào vòng playoff của VCT Americas 2023, buộc họ phải thi đấu tại Vòng loại cuối cùng khu vực Châu Mỹ (Last Chance Qualifier) để tranh suất tham dự Valorant Champions Los Angeles 2023. Đáng tiếc, họ đã bị loại bởi Leviatán, chấm dứt mùa giải năm đó.
Vào ngày 13 tháng 9 năm 2023, Sentinels công bố chiêu mộ IGL Mohamed "johnqt" Ouarid. Một ngày sau, họ tái ký hợp đồng với Jordan "Zellsis" Montemurro, lần này với vai trò tuyển thủ dự bị. Sau khi Zellsis trở lại, Sentinels tham gia hàng loạt giải đấu trong giai đoạn tiền mùa giải, kết thúc bằng chức vô địch tại “AfreecaTV Valorant League” ở Seoul, Hàn Quốc, sau chiến thắng trước Paper Rex. Đây là giải đấu cuối cùng trong giai đoạn off-season trước thềm mùa giải 2024. Đến ngày 9 tháng 2 năm 2024, Sentinels đẩy pANcada xuống ghế dự bị và đưa Zellsis vào đội hình chính.
Ở giai đoạn đầu mùa giải 2024, Sentinels đánh bại LOUD 3–2 trong trận chung kết giải Kickoff Châu Mỹ qua đó giành suất dự Masters Madrid 2024 với tư cách hạt giống số 1 khu vực Châu Mỹ. Tại Masters Madrid, họ lần lượt vượt qua Team Heretics (2–1) và Karmine Corp (2–0) để trở thành đội đầu tiên vào vòng loại trực tiếp.  Họ tiếp tục thắng LOUD một lần nữa, nhưng sau đó thua Gen.G ở chung kết nhánh thắng và bị đẩy xuống nhánh thua. Tại đây, Sentinels đánh bại Paper Rex 3–1 trong loạt Bo5, rồi tiến vào chung kết tổng gặp lại Gen.G. Vào ngày 24 tháng 3 năm 2024, Sentinels giành chiến thắng 3–2, đem về chức vô địch Masters thứ hai trong lịch sử tổ chức – trở thành tổ chức duy nhất tính đến thời điểm đó làm được điều này. Đáng chú ý, TenZ trở thành tuyển thủ thứ hai trong lịch sử giành được hai danh hiệu Masters, còn Sacy trở thành người đầu tiên giành được cả hai danh hiệu lớn: Champions và Masters.
Tuy nhiên, sau đó Sentinels có phong độ không tốt tại GĐQT Giai đoạn 1, không lọt được vào vòng lplay-off và bỏ lỡ Masters Thượng Hải. Ở GĐQT Giai đoạn 2, họ thi đấu khởi sắc hơn, lọt vào playoff dù bị loại sớm, nhưng vẫn giành quyền tham dự Champions Seoul 2024 nhờ số Điểm Đấu Giải họ đã tích lũy cao nhất mùa. Tại vòng bảng Champions 2024, họ để thua Gen.G ở trận đầu, nhưng sau đó thắng FunPlus Phoenix, rồi trả thù thành công Gen.G với tỷ số 2–0, loại ứng cử viên vô địch khỏi giải. Bước vào playoff, Sentinels hạ gục DRX, nhưng bất ngờ để thua EDward Gaming, dù được đánh giá là có thể thắng. Xuống nhánh thua, họ thắng sát nút Fnatic 2–1, nhưng sau đó dừng chân ở hạng 4 khi để Team Heretics loại với tỷ số 2–1.
Ngày 14 tháng 9 năm 2024, TenZ tuyên bố giải nghệ sau hơn 4 năm thi đấu Valorant chuyên nghiệp, chính thức rời khỏi đội hình. Ngày hôm sau, Sacy cũng thông báo giải nghệ. Cuối tháng đó, Sentinels ký hợp đồng với Reduxx để thi đấu vòng loại Red Bull Home Ground khu vực Bắc Mỹ, và tuyển thủ dự bị Rahul "curry" Nemani cũng được đưa vào đội hình chính cho giải đấu này. Tuy nhiên, Sentinels bị loại bởi Cloud9 và không thể vượt qua vòng loại.
Vào ngày 7 tháng 10 năm 2024, Sentinels công bố chiêu mộ hai tuyển thủ mới Marshall "N4RRATE" Massey (từng thi đấu cho Karmine Corp) và Sean "bang" Bezerra (từ 100 Thieves) để bổ sung vào đội hình chính. Đến ngày 11 tháng 10, Reduxx được ký chính thức làm tuyển thủ thứ 6 của đội.

### Halo
Sentinels gia nhập đấu trường Halo vào tháng 2 năm 2019, khi ký hợp đồng với các tuyển thủ kỳ cựu từ TOX Gaming, bao gồm: Paul "SnakeBite" Duarte, Tony "LethuL" Campbell Jr., Bradley "aPG" Laws và Mathew "Royal2" Fiorante, Cùng với Chris "Royal1" Fiorante giữ vai trò huấn luyện viên. Đến tháng 10 năm 2020, Sentinels chiêu mộ thêm Bradley "Frosty" Bergstrom, tuyển thủ từng hai lần vô địch Halo World Championship.
Vào ngày 13 tháng 1 năm 2023, bốn thành viên chủ chốt là SnakeBite, Royal2, Frosty và Royal1 đồng loạt rời đội. Cũng trong ngày hôm đó, Sentinels công bố đội hình mới, gồm: Kahari "Kuhlect" Miller, Tyler "Spartan" Ganza, Nick "KingNick" Panzella và Kyle "Chig" Lawson. Sau ba tháng, Kuhlect bị loại khỏi đội hình thi đấu. Đến ngày 17 tháng 4, Sentinels chiêu mộ Ayden "Suspector" Hill thay thế. Tuy nhiên, chỉ vài tháng sau, vào ngày 23 tháng 6, cả Suspector và KingNick đều rời đội, và Sentinels tiếp tục bổ sung đội hình với Jesse "bubu dubu" Moeller và Michael "Falcated" Garcia.

### Marvel Rivals
Tổ chức Sentinels gia nhập đấu trường Marvel Rivals vào tháng 3 năm 2025, khi chiêu mộ một số tuyển thủ từng thi đấu cho tổ chức có trụ sở tại Miami – NTMR. Đội hình Marvel Rivals của Sentinels bao gồm:
- Colin "Coluge" Arai và Zairek "Hogz" Poll ở vị trí Vanguard.
- Ryan "Rymazing" Bishop và Anthony "SuperGomez" Gomez ở vị trí Duelist.
- Chassidy "aramori" Kaye và Mark "Karova" Kvashin ở vị trí Strategist.

Đội được dẫn dắt bởi huấn luyện viên William "Crimzo" Hernandez, cùng với "Anexile" giữ vai trò phân tích chiến thuật.

## Các bộ môn từng tham gia

### Liên Minh Huyền Thoại
Trong mùa giải đầu tiên của Phoenix1, đội hình bao gồm: đường trên Derek "zig" Shao, đi rừng Rami "Inori" Charagh, đường giữa Ryu "Ryu" Sang-wook, xạ thủ Dong-hyeon "Arrow" No và hỗ trợ Adrian "Adrian" Ma.

### Fortnite
Vào tháng 7 năm 2018, Sentinels thành lập đội hình Fortnite sau khi chiêu mộ các tuyển thủ từ đội tuyển Bắc Mỹ TT. Những cái tên được ký hợp đồng bao gồm: Owen "Animal" Wright, Jaden "rieo" Leis, Mike "mikeqt" DeMarco và Cayden "Carose" Bradford. Đến tháng 3 năm 2019, Sentinels chiêu mộ thêm Kyle "Bugha" Giersdorf – người sau đó trở thành một trong những tuyển thủ Fortnite nổi bật nhất thế giới. Tuy nhiên, vào ngày 29 tháng 12 năm 2022, Sentinels thông báo rút lui khỏi đấu trường Fortnite chuyên nghiệp.